# Nydammen, Hälsingland
Nydammen är en sjö i Ovanåkers kommun i Hälsingland och ingår i Ljusnans huvudavrinningsområde. Sjön har en area på 0,192 kvadratkilometer och ligger 278,4 meter över havet.

## Delavrinningsområde
Nydammen ingår i det delavrinningsområde (681155-147750) som SMHI kallar för Mynnar i Sälmån. Medelhöjden är 323 meter över havet och ytan är 10,36 kvadratkilometer. Det finns inga avrinningsområden uppströms utan avrinningsområdet är högsta punkten. Vattendraget som avvattnar avrinningsområdet har biflödesordning 4, vilket innebär att vattnet flödar genom totalt 4 vattendrag innan det når havet efter 131 kilometer. Avrinningsområdet består mestadels av skog (73 procent). Avrinningsområdet har 0,96 kvadratkilometer vattenytor vilket ger det en sjöprocent på 9,2 procent.